# کتیبه‌ها و بناهای یادبود میترائیسم
کتیبه‌ها و بناهای یادبود میترائیسم (انگلیسی: Corpus Inscriptionum et Monumentorum Religionis Mithriacae) مجموعه ای دو جلدی از کتیبه‌ها و بناهای تاریخی مربوط به اسرار میترایی است که توسط مارتین ژوزف ورماسرن گردآوری شد و توسط انتشارات مارتینوس نیهوف در لاهه، ۱۹۵۶، ۱۹۶۰ در ۲ جلد منتشر شد. انتشار توسط آکادمی سلطنتی فلاندری و سازمان هلند برای تحقیقات خالص حمایت شد. این کتاب بر اساس یک اثر قبلی در سال ۱۹۴۷ با همین عنوان است که به عنوان یک ورودی در مسابقه ای که توسط دپارتمان هنرهای زیبا و ادبیات آکادمی فلاندری سازماندهی شده بود آغاز شد.